# St. Albans (Maine)
Pour les articles homonymes, voir St. Albans.
St. Albans est une ville américaine située dans le comté de Somerset, dans le Maine. Selon le recensement de 2020, sa population est de 2 045 habitants.

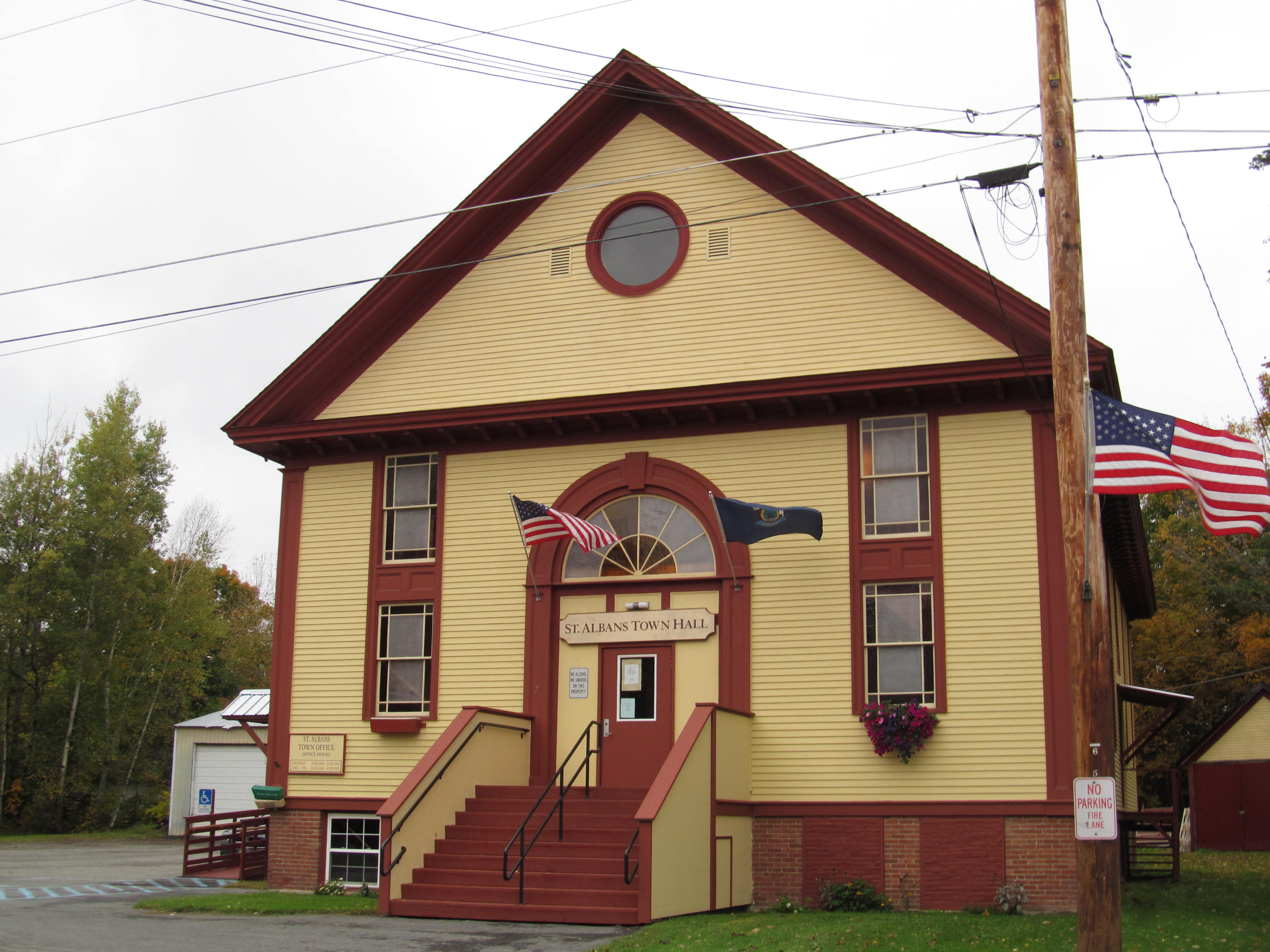
Hôtel de ville St. Albans, Maine